# Ayşe Sultan (hija de Ahmed III)
Ayşe Sultan (en turco otomano: عائشه سلطان‎; "la viva o "mujer; 10 de octubre de 1715 - 9 de julio de 1775), también llamada Küçuk Ayşe', fue una princesa de la Otomana, hija del sultán Ahmed III y su consorte Musli Emine Kadın.

## Vida

### Nacimiento
Ayşe Sultan nació el 10 de octubre de 1715 en el palacio de Topkapı.  Su padre era el sultán Ahmed III y su madre era Musli Emine Kadın (también llamada Muslıhe, Muslu o Musalli). Tenía una hermana menor llamada Zübeyde Sultan. Al nacer, fue apodada Küçük Ayşe, que significa Ayşe "la más joven", para distinguirla de su prima Ayşe "la mayor" (Büyük Ayşe), hija de Mustafa II.

### Matrimonios
En 1728, cuando Ayşe Sultan tenía trece años, Ahmed la prometió a su portador de espadas Kunduracızade Istanbullu Mehmed Pasha, y lo nombró gobernador de Rumelia. El contrato matrimonial se celebró el 28 de septiembre de 1728, y la boda tuvo lugar el 4 de octubre de 1728 en el palacio Topkapı. La pareja recibió como residencia el palacio Valide Kethüdası Mehmed Pasha, situado en Süleymaniye, pero el matrimonio no se consumó hasta 1733. En 1730, el gran visir Nevşehirli Damat Ibrahim Pachá fue asesinado en el levantamiento de Patrona Halil y Ahmed III fue depuesto. El marido de Ayşe Sultan, Mehmed Pasha, se convirtió en gran visir en octubre de 1730. Permaneció como gran visir hasta enero de 1731, tras lo cual fue nombrado, gobernador de Alepo. Murió en 1738.
Tras la muerte de Mehmed Pasha, se casó con Hatip Ahmed Pasha, hijo del gran visir Topal Osman Pasha. La boda tuvo lugar en 1740 en el palacio de Ortaköy, mientras que el matrimonio se consumó en diciembre de 1742 en el palacio de Demirkapı. Ahmed Pasha fue nombrado gobernador de Mora en 1744 y murió en 1748. Ayşe tuvo una hija con él.
Diez años después de la muerte de Ahmed Pasha, se casó con Silahdar Mehmed Pasha, el Sanjak Bey (gobernador provincial) de Tirhala.. Esta boda tuvo lugar el 16 de enero de 1758 en el palacio de Hekimbaşı. Su dote fue de 5000 ducados. Ayşe odiaba a este marido y se negó a vivir con él en el mismo palacio.
Tras la muerte de Ayşe "la mayor" en 1752, se le asignó su palacio en Zeyrek.

### Muerte
Ayşe Sultan murió el 9 de julio de 1775 a la edad de cincuenta y nueve años, en el palacio de Ortaköy y fue enterrada en el mausoleo de Turhan Hatice Sultan, situado en la Mezquita Nueva de Estambul.

## Descendencia
De su segundo matrimonio Ayşe Sultan tuvo una hija: 
- Rukiye Hanımsultan (1744 - 1780). Se casó con Lalazade Nuri Bey.[11][9]